# Lac-Croche
Pour les articles homonymes, voir Croche.
Lac-Croche est un territoire non organisé situé dans la municipalité régionale de comté de La Jacques-Cartier, dans la région administrative de la Capitale-Nationale, au Québec.

## Géographie
À partir du lac Croche, dans le centre-sud du territoire, la rivière Croche coule vers l'ouest jusqu'à son embouchure dans le lac Batiscan.
La rivière Batiscan coule vers le sud jusqu'à sa confluence avec la rivière aux Éclairs qui coule vers l'ouest à partir du lac Batiscan. Ces trois éléments délimitent le nord-ouest du territoire. À partir du lac des Mâles, dans le centre-sud, la rivière Métabetchouane coule vers le nord. À partir du lac Tourilli, dans le sud, la rivière Tourilli coule vers le sud-est. La rivière Jacques-Cartier traverse la pointe sud-est du territoire vers le sud-ouest.
Le territoire comprend le nord de la zec de la Rivière-Blanche, la partie ouest du parc national de la Jacques-Cartier et le sud-est de la réserve faunique des Laurentides.